# Münnerstadt
Münnerstadt är en stad i Landkreis Bad Kissingen i Regierungsbezirk Unterfranken i förbundslandet Bayern i Tyskland.

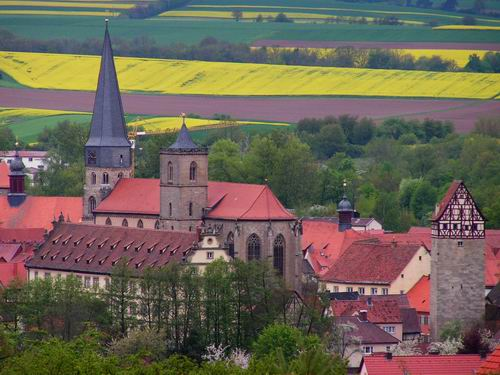